# HD278204
HD278204 є хімічно пекулярною зорею спектрального класу
B5 й має видиму зоряну величину в смузі V приблизно 10,4.

## Пекулярний хімічний вміст
Зоряна атмосфера HD278204 має підвищений вміст 
Si
.